# 400 mètres masculin aux championnats du monde d'athlétisme en salle 2014
Navigation
2012 2016
Le 400 mètres masculin des Championnats du monde en salle 2014 s'est déroulé les 7 et 8 mars 2014 à l'Ergo Arena de Sopot, en Pologne.

## Résultats

### Séries
Qualification : les 2 premiers de chaque séries (Q) et les deux meilleurs temps des non-qualifiés directement (q) se qualifient pour les demi-finales.
| Rang | Série | Athlète                | Nationalité                 | Temps   | Notes |
| ---- | ----- | ---------------------- | --------------------------- | ------- | ----- |
| 1    | 5     | Chris Brown            | Bahamas                     | 45 s 84 | Q, SB |
| 2    | 5     | Pavel Maslák           | Tchéquie                    | 46 s 01 | Q     |
| 3    | 1     | Lalonde Gordon         | Trinité-et-Tobago           | 46 s 07 | Q     |
| 4    | 1     | Edino Steele           | Jamaïque                    | 46 s 38 | Q     |
| 5    | 4     | Kyle Clemons           | États-Unis                  | 46 s 42 | Q     |
| 6    | 1     | Marek Niit             | Estonie                     | 46 s 52 | q     |
| 7    | 3     | Luguelín Santos        | République dominicaine      | 46 s 54 | Q     |
| 8    | 2     | David Verburg          | États-Unis                  | 46 s 62 | Q     |
| 9    | 3     | Nery Brenes            | Costa Rica                  | 46 s 62 | Q     |
| 10   | 3     | Nigel Levine           | Royaume-Uni                 | 46 s 64 | q     |
| 11   | 5     | Nick Ekelund-Arenander | Danemark                    | 46 s 68 |       |
| 12   | 3     | Anderson Henriques     | Brésil                      | 46 s 82 | PB    |
| 13   | 2     | Rafał Omelko           | Pologne                     | 46 s 84 | Q     |
| 14   | 4     | Akheem Gauntlett       | Jamaïque                    | 46 s 85 | Q     |
| 15   | 2     | Jarrin Solomon         | Trinité-et-Tobago           | 46 s 86 |       |
| 16   | 4     | Tabarie Henry          | Îles Vierges des États-Unis | 46 s 87 |       |
| 17   | 1     | Vitaliy Butrym         | Ukraine                     | 46 s 98 |       |
| 18   | 5     | Mark Ujakpor           | Espagne                     | 47 s 16 |       |
| 19   | 1     | Erison Hurtault        | Dominique                   | 47 s 25 |       |
| 20   | 2     | Gustavo Cuesta         | République dominicaine      | 47 s 43 |       |
| 21   | 4     | Bram Peters            | Pays-Bas                    | 47 s 50 |       |
| 22   | 3     | Donald Sanford         | Israël                      | 47 s 90 |       |
| 23   | 2     | Nika Kartavtsevi       | Géorgie                     | 48 s 68 | SB    |
| 24   | 5     | Falcon Fagundez        | Uruguay                     | 49 s 89 | PB    |
| 25   | 5     | Jannot Bacar           | Comores                     | 50 s 11 |       |
| -    | 3     | Siologa Viliamu Sepa   | Samoa                       | DQ      |       |
| -    | 4     | Richard Buck           | Royaume-Uni                 | DQ      |       |

### Demi-finales
Qualification : les 3 premiers de chaque série (Q) se qualifient pour la finale.
| Rang | Série | Athlète          | Nationalité            | Temps   | Notes |
| ---- | ----- | ---------------- | ---------------------- | ------- | ----- |
| 1    | 1     | Pavel Maslák     | Tchéquie               | 45 s 79 | Q     |
| 2    | 1     | Kyle Clemons     | États-Unis             | 46 s 06 | Q     |
| 3    | 2     | Chris Brown      | Bahamas                | 46 s 19 | Q     |
| 4    | 2     | Nery Brenes      | Costa Rica             | 46 s 25 | Q, SB |
| 5    | 1     | Lalonde Gordon   | Trinité-et-Tobago      | 46 s 29 | Q     |
| 6    | 2     | David Verburg    | États-Unis             | 46 s 33 | Q     |
| 7    | 2     | Luguelín Santos  | République dominicaine | 46 s 37 |       |
| 8    | 1     | Nigel Levine     | Royaume-Uni            | 46 s 84 |       |
| 9    | 2     | Rafał Omelko     | Pologne                | 46 s 94 |       |
| 10   | 2     | Akheem Gauntlett | Jamaïque               | 47 s 13 |       |
| 11   | 1     | Marek Niit       | Estonie                | 47s 67  |       |
| -    | 1     | Edino Steele     | Jamaïque               | DQ      |       |

### Finale
| Place              | Athlète        | Pays              | Temps   | Note |
| ------------------ | -------------- | ----------------- | ------- | ---- |
| Médaille d'or      | Pavel Maslák   | Tchéquie          | 45 s 24 | NR   |
| Médaille d'argent  | Chris Brown    | Bahamas           | 45 s 58 | PB   |
| Médaille de bronze | Kyle Clemons   | États-Unis        | 45 s 74 |      |
| 4                  | David Verburg  | États-Unis        | 46 s 21 |      |
| 5                  | Lalonde Gordon | Trinité-et-Tobago | 46 s 39 |      |
| 6                  | Nery Brenes    | Costa Rica        | 47 s 32 |      |

## Légende
Records et Performances
- AR : Record continental (area record)
- CR : Record des championnats (championship record)
- MR : Record du meeting (meet record)
- NR : Record national (national record)
- OR : Record olympique (olympic record)
- PR : Record paralympique (paralympic record)
- PB : Record personnel (personal best)
- SB : Meilleure performance personnelle de la saison (season's best)
- WL : Meilleure performance mondiale de l'année (world leader)
- WJR : Record du monde junior (world junior record)
- WR : Record du monde (world record)

Circonstances et Conditions
- DNF : N'a pas terminé (did not finish)
- DNS : N'a pas pris le départ (did not start)
- DQ : Disqualification (disqualification)
- NM : Aucun essai valable enregistré (No Mark)
- Q : Qualifié « directement » au prochain tour (ou à la prochaine compétition), lors d'une compétition majeure, grâce au classement ou à la réalisation des minima (automatic qualifier)
- q : Qualifié au prochain tour (ou à la prochaine compétition), lors d'une compétition majeure, grâce au repêchage ou à la réalisation de l'une des meilleures performances parmi celles des « non qualifiés directement » (grâce au meilleur temps ou à la meilleure distance par exemple) (secondary qualifier)